# Song Zuying
Song Zuying (chinois : 宋祖英 ; pinyin : Sòng Zǔyīng) est une chanteuse soprano, femme politique et militaire chinoise issue de la minorité miao. Elle a été récompensée à de multiples reprises et est une des chanteuses chinoises les plus connues dans son pays.

## Biographie
Song Zuying est née en 1966 dans le xian de Guzhang, situé dans la préfecture autonome tujia et miao de Xiangxi, province du Hunan, dans une famille de l'ethnie Miao, dont elle est aujourd'hui l'une des plus célèbres représentantes. Son père meurt de tuberculose, alors qu'elle est âgée de douze ans. Elle apprend à chanter avec sa mère, qui lui apprend les chants traditionnels Miao.
C'est en 1981 qu'elle débute formellement le chant : deux professeurs visitent son collège pour recruter de nouveaux membres à l'opéra local. Elle passe les tests, les réussit et devient membre de l'opéra du xian de Guzhang. En 1984, elle rejoint l'opéra de la préfecture autonome Miao. En 1985, elle entre dans la meilleure université réservée aux minorités, l'Université centrale des minorités, à Pékin, dans le département de musique populaire. En 1988, elle remporte le premier prix d'une compétition organisée à Changsha. Lors de la finale, elle est remarquée par un des membres du jury, le célèbre professeur de musique Jin Tielin, qui la prend comme élève. Elle entre donc au conservatoire de musique, dans la section danse et musique, dont elle sortira avec un doctorat en chant ethnique. Ce concours est important pour Song Zuying à un autre égard. C'est là qu'elle rencontre son futur époux, Luo Hao, un compositeur qui en est l'organisateur.

Sa carrière nationale commence réellement en 1991, quand elle est remarquée pour sa prestation pendant l'événement télévise le plus important de l'année : le gala du Nouvel An chinois, sur CCTV. Elle y chante « Petite hotte » (chinois : 小背篓 ; pinyin : xiǎo bēilǒu, en référence au sac à dos en osier traditionnel de sa région natale), et impressionne l'audience.

Elle est choisie pour représenter la Chine et chanter lors du gala de la Coupe du monde 2002, en Corée du Sud. En 2003, elle donne un concert en solo au Musikverein de Vienne, ce qu'aucun chanteur chinois n'avait fait avant elle. En 2007, elle devient la première artiste asiatique à recevoir le Gold Art Award du Centre Kennedy. En 2008, elle chante en duo avec Placido Domingo, lors de la cérémonie de clôture des Jeux Olympiques de Beijing. En 2009, elle interprète avec Placido Domingo et Lang Lang au piano, la chanson folklorique tibétaine du Xikang, Chanson d'amour de Kangding (康定情歌, kāngdìng qínggē), lors du concert d'été de la Télévision centrale de Chine. En 2010, elle chante avec Jackie Chan lors du concert d'ouverture de l'Exposition Universelle de Shanghai.

## Carrière politique et militaire
En 1991, elle devient membre du Parti Communiste Chinois. La même année, elle entre dans la troupe de danse et de chant de la Marine de l'Armée populaire de libération. En 2008, elle est retirée du service actif, et devient officier civil avec le grade de colonel senior, que les médias ont souvent rapportés de manière erronée être celui de contre-amiral. 

Elle s'est aussi engagée en politique. Elle est membre adjointe de la neuvième Assemblée nationale populaire, de 1998 à 2003. Elle est ensuite membre du comité central de la dixième, de la onzième et de la douzième conférence consultative politique du peuple chinois, de 2003 à aujourd'hui,,.

Elle est aujourd'hui présidente de la troupe culturelle et artistique de la Marine chinoise (海軍政治部文工團).
Par ailleurs, elle est membre de nombreuses organisations : conseillère exécutive de l'Union des femmes chinoises, elle est membre permanent de l'Union de la jeunesse chinoise et vice-présidente de la société des musiciens chinois. Elle est aussi ambassadrice de la Croix-Rouge chinoise. À titre personnel, elle s'implique d'ailleurs beaucoup dans les œuvres caritatives, ayant notamment beaucoup aidé sa région natale et contribué au Project Hope , qui finance l'éducation de jeunes ruraux chinois défavorisés.

## Style et principaux succès
Song Zuying est avant tout une chanteuse d'opéra. Elle est soprano, et a appris uniquement à chanter l'opéra chinois dans ses premières années de pratique. C'est au conservatoire, et sous la férule de son professeur Jin Tielin qu'elle ouvre son répertoire aux chants populaires chinois. Elle en avait eu un avant-goût dans sa jeunesse, quand sa mère lui chantait des chansons traditionnelles Miao. Versée à la fois dans l'opéra et les chants traditionnels, notamment ethniques, Song Zuying s'est forgée un style propre, qui emprunte à l'un et l'autre genre. Elle cherche à réinventer les chants traditionnels, pour les remettre au goût du jour. Elle est connue pour son style de chant très expressif.
Ses succès sont nombreux, et sont désormais considérés comme des classiques de la chanson chinoise, connus de tous, par delà les générations. On peut ainsi citer "Spice Girls", "Happy Life", "Love My China" ou encore "An Oriental Jasmine for You".

## Vie privée et problèmes avec la justice
Song Zuying est mariée à Lua Hao, un compositeur chinois qu'elle a rencontré en 1988. Elle est soupçonnée d'avoir entretenu une liaison extraconjugale avec Jiang Zemin, ancien Secrétaire général du Parti communiste chinois, de 1989 à 2002. Elle est entendue en janvier 2021 devant la commission de discipline de l'armée pour des allégations de détournements de fonds publics pour financer des tournées à l'étranger. Cette enquête se situe dans la lignée d'accusations portées à l'encontre de personnalités de l'Armée Populaire de Libération soupçonnés d'entretenir des liens avec Jiang Zemin et pourraient avoir pour but de consolider le pouvoir de Xi Jinping.

## Récompenses
Song Zuying a été récompensée à de multiples reprises au cours de sa carrière. Elle a notamment reçu :
- un premier prix du concours de chant des minorités nationales
- une nomination aux Grammy Awards de 2006, dans la catégorie meilleur album classique multipublic[3]
- un Golden Award du concours MTV Contest de CCTV
- une récompense pour contribution exceptionnelle à la chanson chinoise, décernée par CCTV
- une récompense de la morale et du talent artistiques, par le ministère chinois du travail conjointement avec l'association chinoise de littérature
- la China Charity Award, décernée par le ministère chinois des affaires populaires[15]
- la Gold Art Award, du Kennedy Center Honors [17]

## Discographie non exhaustive
| Année | Titre                                                                      | Commentaire                                                                      |
| ----- | -------------------------------------------------------------------------- | -------------------------------------------------------------------------------- |
| 2001  | Stomping Dance                                                             |                                                                                  |
| 2002  | Dadi Feige                                                                 | Parfois traduit en anglais sous le nom de "Big Earth Flying Song"                |
| 2003  | 10 Rides Of Red Army                                                       |                                                                                  |
| 2005  | The Diva Goes to the Movies: A Centennial Celebration of Chinese Film Song | Nommé aux Grammy Awards de 2006 dans la catégorie "meilleur album multipublic"   |
| 2008  | Oriental Peony                                                             |                                                                                  |
| 2009  | 20 Years of Hits                                                           |                                                                                  |
| 2013  | Epics Of Love                                                              | Nommé aux Grammy Awards de 2015 dans la catégorie "meilleure musique d'ambiance" |